# Municipio de West Chester
El municipio de West Chester (en inglés: West Chester Township) es un municipio ubicado en el condado de Butler en el estado estadounidense de Ohio. En el año 2010 tenía una población de 60958 habitantes y una densidad poblacional de 663,15 personas por km².

## Geografía
El municipio de West Chester se encuentra ubicado en las coordenadas 39°20′25″N 84°25′2″O / 39.34028, -84.41722. Según la Oficina del Censo de los Estados Unidos, el municipio tiene una superficie total de 91.92 km², de la cual 91.87 km² corresponden a tierra firme y (0.05%) 0.05 km² es agua.

## Demografía
Según el censo de 2010, había 60958 personas residiendo en el municipio de West Chester. La densidad de población era de 663,15 hab./km². De los 60958 habitantes, el municipio de West Chester estaba compuesto por el 80.83% blancos, el 8.18% eran afroamericanos, el 0.24% eran amerindios, el 6.05% eran asiáticos, el 0.25% eran isleños del Pacífico, el 2.4% eran de otras razas y el 2.06% pertenecían a dos o más razas. Del total de la población el 5.87% eran hispanos o latinos de cualquier raza.